# Alfred Hofkunst
Alfred Hofkunst (* 30. Dezember 1942 in Wien; † 17. Juli 2004 in Montet-sur-Cudrefin) war ein österreichisch-schweizerischer Grafiker, Bühnenbildner und Maler.

## Leben
Alfred Hofkunst wurde 1942 in Wien geboren. 1948 zog seine Familie nach Zürich, dort begann er 1958/1959 eine Schriftsetzerlehre und von 1959 bis 1963 eine Lehre als Bühnenmaler am Stadttheater Zürich. 1960 erwarb Hofkunst  zu  seiner Schweizerischen noch die Österreichische Staatsbürgerschaft. Aus seiner Heirat 1963 mit Claire Hofkunst-Guillet entsprossen ihre drei Kinder: Rahel, Lukas und Esther. Ab 1963 arbeitete er zwei Jahre als Bühnenbildner am Stadttheater Bern. Ab 1965 arbeitete Alfred Hofkunst selbständig  und ab 1966 ausschliesslich als Zeichner. Jährlich stellte er in Einzel- und Gruppenausstellungen seine Werke vor und wurde mehrfach mit Auszeichnungen und Stipendien bedacht. 1970 übersiedelt er nach Montet-sur-Cudrefin (VD). Dort lebte er ab 1975 mit seiner späteren zweiten Frau Sabine Hofkunst-Schroer, einer ausgebildeten Naturwissenschaftlichen Illustratorin. 1981 Geburt des Sohnes Philip. 1977 zogen sie nach Missy VD und ab 1981 hielten sie einen Zweitwohnsitz in Südfrankreich. Hofkunst hatte daneben von 1980 bis 1983 ein Atelier in Marseille und ab dann in Missy. Seine Ateliers dienten auch zur Pflege seiner Freundschaften mit Künstlerfreunden wie Jean Tinguely und Bernhard Luginbühl. Zur Vernissage seines Werks «Hommage à Marseille» im Bahnhofbuffet Basel wie auch bei anderen Gelegenheiten waren Freunde und illustre Gäste zu Happenings geladen. Alfred Hofkunst starb nach einer Krankheit im Alter von 61 Jahren in Montet-sur-Cudrefin.

## Werk
Realistische  Zeichnungen, übergenaue Darstellung von Details in das Auge täuschenden Ansichten, waren Hofkunst Ausdrucksweise. Mit feinen Zeichenstrichen, auf teils grossformatigen Flächen, übersetzte er auf humoristisch ironischer Weise, eine andere Sicht des Bildinhalts. Eine originalgrosse Abbildung seiner Atelierdecke und -wände  als gezeichnete Installation war erstmals am 25. August 1972 im Stedelijk van Abbemuseum Eindhoven ausgestellt und war auch 1977 an der documenta 6 in Kassel zu sehen. Die Studie über den Neuenburgersee, bei der er 30 grossformatige Farbzeichnungen mit Lichtreflexionen der Seeoberfläche über die Jahreszeiten festhielt, wurde 1980 im Kunsthaus Aarau gezeigt. Weltweites Aufsehen erregte Hofkunst mit den Swatch-«Gemüseuhren» «Gu(h)rke», «Verdu(h)ra» und «Bonju(h)r». Die 1988 erstmals in Lausanne gezeigte Ausstellung «Hundert für Jean» war 2002 ebenfalls im Museum für Kunst und Geschichte in Freiburg zu sehen. Niki de Saint-Phalle, die Tinguely Partnerin, hatte die Werke dem Kanton Freiburg geschenkt.
Werke von Alfred Hofkunst  sind in vielen Sammlungen und Museen in der Schweiz und anderen Ländern vertreten, so in: Aargauer Kunsthaus, Aarau; Musée cantonal des Beaux-Arts, Lausanne; Kunstmuseum Winterthur; Grafische Sammlung Staatsgalerie Stuttgart; Stedelijk Museum, Amsterdam.

## Auszeichnungen
- 1963, 1968, 1969: Eidgenössisches Kunststipendium
- 1968: Stipendium der Kiefer-Hablützel-Stiftung, Luzern
- 1971: 1. Preis der «Xe Biennale de Sao Paulo»
- 1972: Grosser Preis an der Grafikausstellung «Bianco e Nero» in Lugano

## Ausstellungen
- 1964: Einzelausstellung Galerie Auriga, Zürich
- 1966: «Phantastische Kunst und Surrealismus», Kunsthalle Bern
- 1968: Einzelausstellung Galerie Schindler, Bern
- 1969: «22 junge Schweizer» Stedelijk Museum, Amsterdam; «Junge Schweizer Grafik», Wanderausstellung Kunsthalle Bern; «Phantastische Figuration», Helmhaus, Zürich; Grafik Biennale, Ljubljana
- 1970:  Einzelausstellungen Galerie Gimpel & Hanover, Zürich, Galerie Handschin, Basel und Galerie 57, Biel; «3. Internationale der Zeichnung», Mathildenhöhe, Darmstadt; «10 Berner Künstler», Kunstmuseum Olten * 1971: Wandbild in Flaach
- 1972: Einzelausstellung «Das Atelier», Stedelijk van Abbemuseum, Eindhoven; Einzelausstellungen in den Galerien Nächst St. Stephan, Wien; im Taxispalais, Innsbruck; Krebs, Bern; «14 × 14», Kunsthalle Baden-Baden; «Schweizer Zeichnung im 20. Jahrhundert», Staatliche Graphische Sammlung, München; Kunstmuseum Winterthur; Musée d’Art et d’Histoire, Genf; Landesmuseum Bonn; «Relativierender Realismus», Stedelijk van Abbemuseum, Eindhoven; Palais des Beaux-Arts, Brüssel; «Magischer Realismus», Ulmer Museum, Ulm; «L’Internationale Graphica Bianco e Nero», Lugano; «Biennale de la Gravure», Krakau; «31 artistes suisses contemporains», Galeries nationale du Grand-Palais, Paris; «Artistes suisses contemporains», Tel Aviv
- 1973: Einzelausstellungen Kunstmuseum Winterthur und Hamburger Kunsthalle; «Das Atelier», Haus der Kunst, München; Galerie Stangl, München; Galerie Fagl, Amsterdam; «Kunst nach der Wirklichkeit», Kunstverein Hannover; «Neuer Realismus in der Schweiz», Kunstverein St. Gallen; «Hyperréalisme», Galerie Isy Brachot, Brüssel
- 1974: Einzelausstellung Galerie Gimpel & Hanover, Zürich; «Ars 74», Museum Ateneum, Helsinki; «Hyperréalistes américains, réalistes européens», CNAC, Paris;  Rotonda di via Besana, Mailand; Ripartizione Cultura; Museum Boymans van Beuningen, Rotterdam
- 1975: Einzelausstellungen in der Kestner-Gesellschaft, Hannover und in der Galerie Jan Krugier, Genf; «Realismus + Realität», Kunsthalle Darmstadt
- 1976: Einzelausstellungen im Musée Cantini, Marseille und in der Galerie Krebs, Bern; «Das Atelier», Pro Helvetia, Paris; «Schuhwerke», Kunsthalle Nürnberg; Gruppenausstellungen unter anderem «Zeichnungen von 10 Schweizer Künstlern», Kunsthaus Zürich und «Aspects of Realism», Wanderausstellung in Kanada und England; «Grafik-Biennale», Palazzo Strozzi, Florenz
- 1977: Einzelausstellung in Meier’s Gallery of modern art, Zürich; «Das Atelier», documenta 6, Kassel und im Louvre, Paris
- 1978: Einzelausstellung Freitagsgalerie Imhof, Solothurn; Beteiligung an der «Hammerausstellung», Basel; «Kunstszene Zürich» Künstlerhaus am Karlsplatz, Wien
- 1979: Einzelausstellung in der Galerie Krugier an der Art 10, Basel; «Meister der Zeichnung: Beuys, Hockney, Hofkunst, Quintanilla» Kunsthalle Nürnberg; Begijnhof, Hasselt; Biennale of Sydney; Palais des Beaux-Arts, Brüssel; Cabinet des Estampes, Paris; «Art contemporain suisse», Musée cantonal des beaux-arts de Lausanne; «Artistes suisses du Midi», Vieille Charité, Marseille;  «Bernische Kunst von den Kleinmeistern bis zur Gegenwart», Kunstmuseum Bern
- 1980: Einzelausstellung «Lac de Neuchâtel» Aargauer Kunsthaus, Aarau mit Nikolaus Lang und Sabine Schroer; «Espaces, Artisti visivi svizzeri» in der Rotonda di via Besana, Mailand
- 1981: Einzelausstellung: Galerie Deweer, Belgien; Beteiligung an der «Hammerausstellung», Basel und an der Ausstellung «Assoziationen zu Blau», Gimpel & Hanover, ZH.
- 1982: «Hommage à Marseille», Musée cantonal des beaux-arts de Lausanne; Galerie Pauli, Lausanne; «Schweizer Zeichnungen 1970–1980», Wanderausstellung der Pro Helvetia: Musée Rath, Genf; Tel Aviv Museum, Tel Aviv; Pinakothek, Athen; Ulmer Museum, Ulm; Palais des Beaux-Arts, Brüssel; Musée de la ville de Toulon; Bündner Museum, Chur; Aargauer Kunsthaus, Aarau
- 1983: Einzelausstellung «Hommage à Marseille», Neue Galerie der Stadt Linz; Haus am Waldsee, Berlin; Musée Cantini, Marseille; Galerie Deweer, Belgien; Galerie Littmann, Basel; Galerie Krebs, Bern; «Zeichnungen aus aller Welt», Kulturpalast Krakau
- 1984: Einzelausstellungen «Jahreszyklus von 6 Ausstellungen», Galerie Krebs, Bern
- 1985: Einzelausstellung «Schuhe» Schuhladen Andy Jllien, Zürich; Grafik Biennale, Baden-Baden; «Dinge des Menschen», Städtische Kunsthalle Recklinghausen
- 1986: Einzelausstellung «Figuren, Zeichnungen auf Papier und Stein» Galerie Andy Jllien, Zürich
- 1987: Einzelausstellungen: Fondation Verannemann, Krouishoutem, Belgien; «Figuren, Zeichnungen auf Papier und Stein», Kunsthalle Nürnberg; Museum Moderna Galerija, Ljubljana
- 1988: Einzelausstellungen:«Figuren, Zeichnungen auf Papier und Stein», Musée d’Art et d’Histoire, Fribourg; «Garbage Body», Galerie Kornfeld, Bern; «Cent pour Jean», Musée cantonal des beaux-arts de Lausanne; Teilnahme an den Grafik Biennalen in Tokio und Taiwan
- 1989: Einzelausstellungen «Famille Cimentière», Holderbank; Freitagsgalerie Imhof, Solothurn
- 1990: «Galerie Eins zu Eins», Magazin der Basler-Zeitung. Für die BAZ entstanden mehrere von Hofkunst gestaltete Magazine
- 1991: one more time, Gur(h)ke, Bonju(h)r, Verdu(h)ra, «Swatchtables», Mantua, Zürich, Bern, Basel, Lugano, Neuchâtel, Hamburg, München, Frankfurt, Madrid, Barcelona, Sevilla, Pamplona, New York, Los Angeles, Minneapolis, Newport, Dallas, Washington, San Francisco, Seattle
- 1992: Einzelausstellung Galerie Mangisch, Zürich
- 1993: Einzelausstellung Galerie Krebs, Bern; «50 Bilder», Ferrari  und Mercedes Garage, W. Hasler, Frick
- 1994: Einzelausstellungen «Book to Look», Kongresshaus, Zürich, Galerie Mangisch, Zürich

- 1995.  Einzelausstellung «Book to Look», Museo de Bellas Artes, Caracas
- 1995/96: Einzelausstellungen, Galerie Littmann, Public Library, Boston, Galerie Artefides, Luzern
- 1996: Einzelausstellungen. Victorian Art Center, Melbourne, Galerie Littmann, Basel; «Alles Paletti», Galerie Mangisch, Zürich
- 1997: Ausstellung im Atelier Missy, «Adventskalender» zu sehen bei Galerie Mangisch, Zürich
- 1998: «Die Schweizer Zeichnung im 20. Jahrhundert», Frankfurter Kunstverein, Rupertinum Salzburg,
- 1999: Einzelausstellung «Sandbilder, Actes en sables, Plages sauvages», Galerie Mangisch, Zürich; «Von der Linie zur Zeichnung», Museum Linz; «City-Fly», smart Center, Bern
- 2000: Einzelausstellungen «Retrospektive» und «gezeichneter Sand», Galerie Artraktion, Bern
- 2002: Einzelausstellung  «Cent pour Jean, Hofkunst c’est moi?», MAHF Fribourg
- 2004: Letzte Ausstellung gemeinsam mit Sabine im Hotel de l'Ours, Sugiez
- 2007: Hommage «Das Atelier Alfred Hofkunst», Museum Tinguely, Basel[4]
- 2010: Alfred und Sabine Hofkunst, Galerie der Seniorenresidenz Multengut, Muri BE[5]